# Convento de Nossa Senhora da Graça (Angra do Heroísmo)
O Convento de Nossa Senhora da Graça localizava-se Alto das Covas, no centro histórico de Angra do Heroísmo, na Ilha Terceira, nos Açores.

## História
Consistiu num convento dos frades Agostinianos.
No contexto da Guerra Civil Portuguesa (1828-1834), as suas dependências aquartelaram o Batalhão de Caçadores nº 2, constituído em 23 de agosto de 1829 com militares feitos prisioneiros na sequência da Batalha da Praia (11 de agosto de 1829).
Diante da extinção das ordens religiosas masculinas (30 de maio de 1834), o convento perdeu a sua função.
O edifício do antigo convento desapareceu, dando lugar atualmente a uma escola do ensino básico.